# Толи Андерсон, Сигни
Сигни Толи Андерсон (англ. Signe Toly Anderson; 15 сентября 1941 — 28 января 2016) — американская певица, первая вокалистка группы Jefferson Airplane.

## Биография

### Молодость
Выросла в Портленде, штат Орегон, и уже была известной в местном масштабе певицей джаза и фолка, прежде чем присоединиться к группе Jefferson Airplane. Вскоре после вступления в группу она вышла замуж за Джерри Андерсона, брак продлился с 1965-го по 1974-й год. Она спела в первом альбоме Airplane, «Jefferson Airplane Takes Off».

### Уход из группы
Её уход в конце 1966 г., после рождения первой дочери, привёл в группу новую вокалистку Грейс Слик. Хотя рождение её дочери Лилит было в значительной степени причиной её ухода, были другие факторы, такие как враждебность других участников группы к её мужу (см. книгу Джефа Тамаркина «Получите Революцию — Турбулентный Полет Самолета Джефферсона» (Got A Revolution — The Turbulent Flight of Jefferson Airplane)).

### Последний раз с Airplane
Последними живыми концертами Сигни с Airplane были два выступления 15 октября 1966 г. В конце второго концерта Марти Балин объявил, что Андерсон оставляет группу. После нескольких просьб от поклонников Андерсон и группа исполнили самую известную песню в исполнении Андерсон — «Chauffeur Blues». Они завершили концерт песней «High Flying Bird», и таким образом закончили карьеру Андерсон в группе. Не теряя ритма музыки, группа продолжила играть с новой вокалисткой Грейс Слик и сыграла тем вечером ещё два концерта.
Сигни Андерсон в 1969 году также выступила на фестивале Woodstock.

### Жизнь после Jefferson Airplane
После ухода из Jefferson Airplane она возвратилась в Орегон, где она пела в течение девяти лет с группой из 10-ти участников «Carl Smith and the Natural Gas Company» («Карл Смит и Компания Природного газа»). В середине 1970-х она перенесла заболевание раком. В середине 1990-х она перенесла ещё несколько болезней. В то время как она выздоравливала от этих болезней, её семья оказалась перед серьёзными финансовыми проблемами от медицинских затрат.
В 1997 она вышла замуж за местного строительного подрядчика Майкла Алоиса Эттлина и ушла со сцены. В последние годы она несколько раз выступала с Группой KBC и Jefferson Starship.

### Болезнь и смерть
В последнее время состояние певицы заметно ухудшилось. Басист (1965–1972, 1989, 1996) группы Jefferson Airplane Джек Касади сказал, что незадолго до смерти Андерсон была направлена в хоспис, однако причины смерти певицы пока не известны.. Примечателен тот факт, что в этот же день, 28 января 2016 года скончался Пол Кантнер, основатель группы.
Её бывший коллега по группе Йорма Кауконен публично воздал должное, сказав: «Сигне была одним из самых сильных людей, которых я когда-либо встречал. Она была нашей матерью в первые дни существования Airplane ... голосом разума во многих случаях, чем один ... важный член нашей неблагополучной маленькой семьи. Я всегда с нетерпением ждал встречи с ней, когда мы играли в клубе Alladdine в Портленде. Она никогда не жаловалась и всегда была рада.»